# Therese Mauser
Therese Mauser (* 13. August 1831 in Nittenau; † 7. Juni 1917 ebenda; auch kurz Theres genannt) war eine katholische Jungfrau und Dulderin aus dem Bistum Regensburg in der Oberpfalz. Zwei Bücher beschäftigen sich mit ihrem Leidensweg, den sie selbst als ein Sühne-Opfer betrachtete.

## Leben
Therese Mauser war die Tochter des Georg Mauser und seiner Gattin Anna Eva, geb. Taucher. Ihr Vater übte den Beruf des Tuchmachers aus, doch die hereinbrechende Industrialisierung stürzte die Familie in große Armut, da die handgefertigte Ware des Vaters nicht mehr mit den industriell gefertigten Tüchern konkurrieren konnte. Die fromme Mutter erzog Therese religiös und gewöhnte sie an ein hartes Leben. Als sie 14 Jahre alt war, erkrankte ihre Mutter und Therese musste, obwohl auch sie selbst immer wieder krank war, den Großteil der Haus- und Feldarbeit alleine verrichten. Trotz ihrer schwächlichen Gesundheit und der vielfältigen Arbeitverpflichtungen ging Therese in ihrer Jugendzeit täglich zur Heiligen Messe. 1850 verstarb ihre Mutter. 1855 trat Therese dem III. Orden des hl. Franziskus bei und wurde in Nittenau eingekleidet. 
Im Alter von 24 Jahren ging Therese auf Arbeitssuche nach Regensburg und fand in einem Wachsziehergeschäft eine Anstellung. Die Arbeit war schwer und auf Thereses schwachen Gesundheitszustand wurde kaum Rücksicht genommen. Fast jedes Jahr musste Therese für einige Wochen ins Krankenhaus. Aber Therese schonte sich auch selber nicht: Nachts arbeitete sie oft bis 1 Uhr früh, stand aber trotzdem um 4 Uhr schon wieder auf, um die hl. Messe besuchen zu können. Ihr ganzes Leben war geprägt von tiefer Religiosität, Nächstenliebe, Hilfsbereitschaft und Freundlichkeit, weshalb sie auch sowohl bei ihrer Regensburger Herrschaft als auch bei ihren Kolleginnen hohes Ansehen besaß. 1864 kündigte sie ihren Dienst und kehrte nach Nittenau zurück, um den schwerkranken Priesterbruder bis zu seinem Tod am 5. Mai 1875 zu pflegen.

## Leidensjahre
Am 20. Juli 1877 brach Therese in der Kirche zusammen. Man brachte sie in ihr Zimmer, das sie nie mehr verlassen sollte. Eine schwere Krankheit stellte sich ein. Therese war gelähmt und lag 40 Jahre lang im Bett. Sie selbst sah dies als Sühneleiden für sich und für andere und ertrug es mit größter Ergebenheit. Oftmals war Therese so schwach, dass man ihr die Letzte Ölung spendete. Jeden Samstag wurde ihr die Krankenkommunion gebracht und seit dem Kommunionsdekret von Papst Pius X. 1905 dann täglich. Zahlreiche Menschen suchten am Krankenlager Thereses Rat und Erbauung. Für alle hatte sie ein offenes Ohr und einen helfenden Rat. Sie selbst sprach in ihrer demütigen, bescheidenen Art nur selten über ihre Leiden und Schmerzen. Mit vielen Menschen stand sie in Briefkontakt, so auch mit Anna Schäffer aus Mindelstetten. Von den Briefen sind noch vier erhalten. Im Alter von 86 Jahren starb Therese Mauser, nach 40-jährigem Krankenlager, an Fronleichnam 1917.